# Броники
Бро́ники (укр. Броники) — село на Украине, основано в 1695 году, находится в Новоград-Волынском районе Житомирской области.
Население по переписи 2001 года составляет 475 человек. Почтовый индекс — 11772. Телефонный код — 4141. Занимает площадь 1,837 км².

## Адрес местного совета
11772, Житомирская область, Новоград-Волынский р-н, с. Романовка